# HIV2
HIV 2 este o a doua tulpină a virusului HIV, izolată în Africa de vest, și care apare sporadic în alte părți ale lumii: se pare că secvențele genetice ale HIV1 și HIV2 sunt parțial omoloage; HIV2 care încă nu este pe deplin cercetat, aparține tot familiei HIV1 dar nu necesită atât de multe teste de laborator cum cere HIV1; din punct de vedere genetic HIV2 este mai apropiat de SIV (virusul simian al imunodeficienței). Transmisia HIV2 este similară cu cea a HIV1, însă transmisia perinatală este mai rar întâlnită. HIV2 are o perioadă mai mare de latență, este mai puțin agresiv comparativ cu HIV1, iar încărcarea virală este mai mică și numărul de CD4 este mult mai mare. Aceasta poate explica răspândirea mai mică a HIV2, mai ales datorită transmiterii mai scăzute prin calea perinatală sau cea heterosexuală, iar mortalitatea este la jumătate față de HIV1.